# John MacIsaac
John V. MacIsaac (ur. 6 czerwca 1937) – brytyjski lekkoatleta, sprinter, mistrz Europy z 1958.
Specjalizował się w biegu na 400 metrów. Startując w reprezentacji Szkocji zajął 6. miejsce w biegu na 440 jardów na Igrzyskach Imperium Brytyjskiego i Wspólnoty Brytyjskiej w 1958 w Cardiff; szkocka sztafeta 4 × 440 jardów nie awansowała do finału.
Był członkiem brytyjskiej sztafety 4 × 400 metrów, która w składzie: Ted Sampson, MacIsaac, John Wrighton i John Salisbury zdobyła złoty medal na mistrzostwach Europy w 1958 w Sztokholmie.
Ukończył studia na Uniwersytecie w Glasgow w 1959.